# 10645 Брач
10645 Брач (10645 Brač) — астероїд головного поясу, відкритий 14 березня 1999 року.
Тіссеранів параметр щодо Юпітера — 3,330.